# Djibril Coulibaly
Pour les articles homonymes, voir Coulibaly.
Djibril Coulibaly, né le 18 novembre 2008 à Pontoise, est un footballeur français qui joue au poste de milieu de terrain à l'OGC Nice.

## Biographie

### Carrière en club
Né à Pontoise en France, Djibril Coulibaly est formé par l'OGC Nice, où il s'illustre d'abord en équipes de jeunes avec le club de championnat de France,,.
Lors de la saison 2024-2025, il figure une première fois sur la feuille de match avec le groupe professionnel lors d'un match de coupe contre l'USC Corte. Le 9 mai 2025, il signe son premier contrat professionnel avec le club azuréen,.
Le 12 août 2025, il joue son premier match avec le club de Nice titularisé par Franck Haise pour le match de qualification à la Ligue des champions contre le Benfica Lisbonne, qui se termine par une défaite 2-0 à l'extérieur,.

### Carrière en sélection
Djibril Coulibaly est international junior avec l'équipe de France des moins de 17 ans à partir de février 2025.
Il est convoqué avec l'équipe de France des moins de 17 ans pour participer au Championnat d'Europe des moins de 17 ans qui a lieu en mai et juin 2025,. La France atteint la finale de la compétition après sa victoire face à la Belgique (3-2),.

## Statistiques
| Saison                | Club                  | Championnat           | Championnat | Championnat | Championnat | Coupe(s) nationale(s) | Coupe(s) nationale(s) | Coupe(s) nationale(s) | Compétition(s) continentale(s) | Compétition(s) continentale(s) | Compétition(s) continentale(s) | Compétition(s) continentale(s) | Total | Total | Total |
| Saison                | Club                  | Division              | M.          | B.          | P.d.        | M.                    | B.                    | P.d.                  | Comp.                          | M.                             | B.                             | P.d.                           | M.    | B.    | P.d.  |
| 2025-2026             | OGC Nice              | Ligue 1               | -           | -           | -           | -                     | -                     | -                     | C1                             | 1                              | 0                              | 0                              | 1     | 0     | 0     |
| Total sur la carrière | Total sur la carrière | Total sur la carrière | 0           | 0           | 0           | 0                     | 0                     | 0                     | -                              | 1                              | 0                              | 0                              | 1     | 0     | 0     |

## Palmarès
France -17 ans
- Championnat d'Europe
  - Finaliste en 2025